# Monti Rhön
I monti Rhön sono un gruppo di basse montagne (o Mittelgebirge) situate nella Germania centrale lungo il confine tra l'Assia, la Baviera e la Turingia. Questi monti sono in parte il risultato di un'antica attività vulcanica. Sono separati dai monti Vogelsberg dalla valle del fiume Fulda. La montagna più alta dei Rhön è il Wasserkuppe (950 m) e si trova in Assia. I monti Rhön sono una famosa meta turistica ed escursionistica.